# Metaphycus teteor
Metaphycus teteor är en stekelart som beskrevs av Emilio Guerrieri och John S. Noyes 2000. Metaphycus teteor ingår i släktet Metaphycus och familjen sköldlussteklar. Inga underarter finns listade i Catalogue of Life.